# Alto Amacohíte 3.ª Sección
Alto Amacohíte 3.ª Sección es una localidad del municipio de Huimanguillo ubicado en la subregión de la Chontalpa del estado mexicano de Tabasco.

## Geografía
La localidad de Alto Amacohíte 3.ª Sección se sitúa en las coordenadas geográficas 17°25′55″N 93°31′50″O / 17.431944, -93.530556, a una elevación de 171 metros sobre el nivel del mar.

## Demografía
Según el Conteo de Población y Vivienda 2020, efectuado por el Instituto Nacional de Estadística y Geografía, la localidad de Alto Amacohíte 3.ª Sección tiene 345 habitantes, de los cuales 178 son del sexo masculino y 167 del sexo femenino. Su tasa de fecundidad es de 3.14 hijos por mujer y tiene 83 viviendas particulares habitadas.
| Gráfica de evolución demográfica de Alto Amacohíte 3.ª Sección entre 1970 y 2020 |
|                                                                                  |
| INEGI.                                                                           |